# Ткебучава, Амирани Иванович
Амирани Иванович Ткебучава (груз. ამირანი ივანეს ძე ტყებუჩავა) — советский футболист, вратарь клуба «Динамо» (Тбилиси).

## Биография
18 сентября 1938 года провёл первый матч в чемпионате страны против киевского «Динамо» (2:2). Первый гол пропустил от Комарова.
3 августа 1939 года провёл единственный матч в Кубке страны — начинал в стартовом составе против московского «Торпедо», но, пропустив гол на 12 минуте от Каричева, был заменён (5:2).

## Достижения
Командные
- Чемпионат СССР
  - Серебряный призёр (2): 1939, 1940

Личные
- Мастер спорта СССР

## Клубная статистика
| Выступление      | Выступление      | Выступление      | Лига | Лига | Кубок | Кубок | Прочие | Прочие | Итого | Итого |
| Клуб             | Лига             | Сезон            | Игры | Голы | Игры  | Голы  | Игры   | Голы   | Игры  | Голы  |
| ---------------- | ---------------- | ---------------- | ---- | ---- | ----- | ----- | ------ | ------ | ----- | ----- |
| Динамо (Тб)      | гр.А             | 1938             | 8    | -14  | —     | —     | —      | —      | 8     | -14   |
| Динамо (Тб)      | гр.А             | 1939             | 9    | -12  | 1     | -1    | —      | —      | 10    | -13   |
| Динамо (Тб)      | гр.А             | 1940             | 23   | -28  | —     | —     | 3      | -6     | 26    | -34   |
| Динамо (Тб)      | гр.А             | 1941             | 9    | -10  | —     | —     | —      | —      | 9     | -10   |
| Динамо (Тб)      | Итого            | Итого            | 49   | -64  | 1     | -1    | 3      | -6     | 53    | -71   |
| Всего за карьеру | Всего за карьеру | Всего за карьеру | 49   | -64  | 1     | -1    | 3      | -6     | 53    | -71   |

## Семья
Сын — Ткебучава, Гия Амиранович (род. 1959) — советский футболист.